# Anna Maria Luisa de' Medici
(Patto di Famiglia stipulato tra Anna Maria Luisa e gli Asburgo-Lorena di Toscana)
Anna Maria Luisa (o Ludovica) de' Medici, principessa elettrice del Palatinato (Firenze, 11 agosto 1667 – Firenze, 18 febbraio 1743), è stata l'ultima rappresentante del ramo granducale mediceo.
Unica figlia femmina del Granduca Cosimo III e della principessa Margherita Luisa d'Orléans, divenne nel 1690 la seconda moglie di Giovanni Carlo Guglielmo I, Principe elettore del Palatinato.
La linea granducale dei Medici era vicina all'estinzione e Cosimo III passò gli ultimi anni della sua vita a cercare di farla riconoscere dagli altri stati europei come propria erede, ma invano. A seguito della morte del marito Anna Maria Luisa ritornò a Firenze, dove visse fino alla morte nel 1743: con lei si estinse la linea primogenita di Casa Medici.
Per testamento lasciò allo stato toscano la grandissima collezione artistica che apparteneva alla famiglia, e che ella ereditò dal fratello Gian Gastone, ultimo granduca della famiglia, alla sua morte nel 1737.

## Biografia

### Giovinezza

Ferdinando ed Anna Maria Luisa de' Medici con la loro governante, dipinto di Justus Sustermans.

Anna Maria Luisa nacque l'11 agosto del 1667 da Cosimo III de' Medici, Granduca di Toscana, e dalla consorte Margherita Luisa d'Orléans, quando ormai le relazioni tra i genitori erano così deteriorate che la madre, accortasi di essere rimasta incinta, tentò di procurarsi un aborto andando a cavallo a rotta di collo.
La nascita della bambina, secondogenita ed unica figlia della coppia, non migliorò il rapporto tra i coniugi: Cosimo continuò a disinteressarsi della moglie per dedicarsi alla preghiera e agli affari pubblici, Margherita Luisa non cessò di umiliare il marito in tutte le occasioni possibili fino a denominarlo, alla presenza del nunzio apostolico, come un "povero sposo".
Tale situazione continuò fino al 26 dicembre del 1674, quando, fallito ogni tentativo di conciliazione, Cosimo, asceso al trono da quattro anni, acconsentì alla partenza della moglie per il convento di Saint Pierre in Montmartre dietro la rinuncia, da parte di lei, dei privilegi connessi al suo status di petite fils de France e con l'onere che alla morte l'intero patrimonio sarebbe passato ai figli; in compenso Cosimo concesse una pensione di 80.000 livres.
Margherita Luisa abbandonò la Toscana nel mese di giugno 1675: Anna Maria Luisa non rivide mai più la madre e fu cresciuta dalla nonna paterna, la granduchessa vedova Vittoria della Rovere ma in ogni caso non le mancò la stima e l'affetto del padre.

### Elettrice Palatina

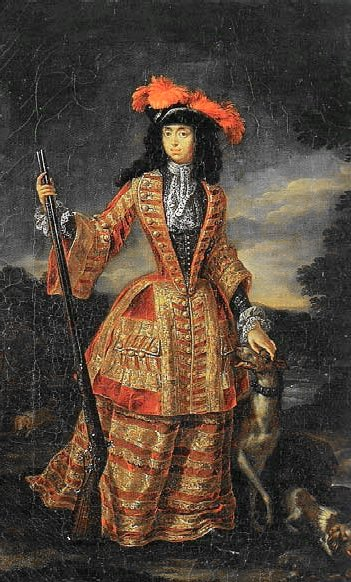
Anna Maria Luisa de' Medici

Nel 1669, Anna Maria Luisa fu considerata come potenziale sposa del delfino Luigi, l'erede apparente di Luigi XIV di Francia ma Cosimo III non voleva un secondo matrimonio francese e declinò l'offerta, preferendo intavolare trattative per maritare la figlia a re Pietro II del Portogallo.
I ministri portoghesi, tuttavia, temendo che avesse ereditato il carattere capriccioso della madre o che potesse influenzare eccessivamente il debole sovrano, rifiutarono la proposta; va notato, tuttavia, che Anna Maria Luisa, secondo l'opinione dei contemporanei, aveva ereditato il carattere rigido, freddo, autoritario del padre e della nonna Vittoria della Rovere piuttosto che quello della madre.
A seguito dei rifiuti provenienti da Spagna, Portogallo, Francia e Savoia, l'imperatore Leopoldo I del Sacro Romano Impero propose l'Elettore del Palatinato Giovanni Guglielmo, mentre il re inglese Giacomo II Stuart indicò il cognato Francesco d'Este, figlio del duca Alfonso IV di Modena: la principessa, ritenendo che, maritandosi con il figlio di un duca avrebbe sminuito il suo rango di principessa granducale, diede la sua preferenza all'elettore Giovanni Guglielmo.
In seguito l'elettore del Palatinato intercedette presso l'imperatore affinché concedesse, nel febbraio del 1691, il titolo di Altezza reale a Cosimo III (il titolo era stato concesso pochi anni prima al Duca di Savoia nonostante la forte opposizione del granduca che temeva di venire scavalcato) che, grato del favore, diede il suo assenso alle nozze.
L'elettore e Anna Maria Luisa si sposarono per procura il 29 aprile 1691 e, al banchetto di nozze, un contemporaneo descrisse così la principessa:
(Harold Acton, Gli Ultimi Medici, p. 182)

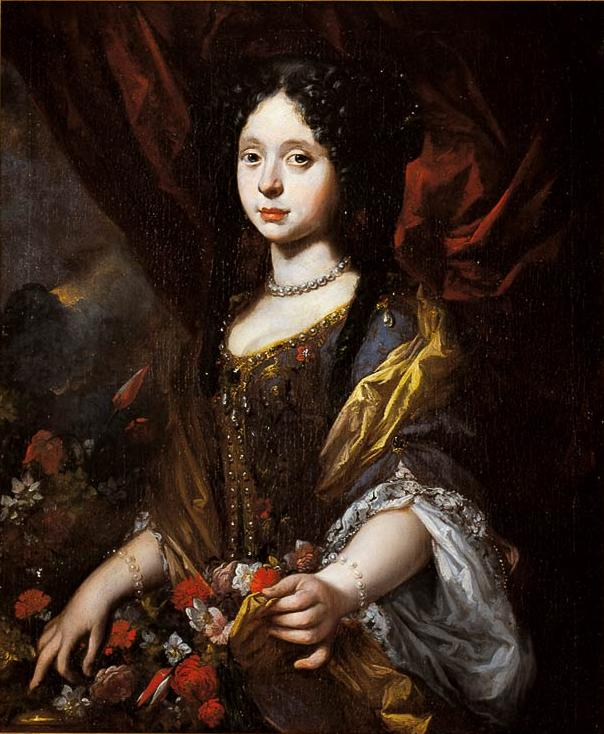
Ritratto di Anna Maria Luisa con i Fiori, opera di Antonio Franchi, c. 1682–1683.

Il 6 maggio 1691 Anna Maria Luisa partì per Düsseldorf, la capitale degli stati del marito (Ducato di Jülich e Berg e dal 1690 al 1716 anche Elettorato del Palatinato), accompagnata dal fratello minore Gian Gastone de' Medici, ma Giovanni Guglielmo la raggiunse di sorpresa a Innsbruck, dove si sposarono ufficialmente; nel frattempo il Palatinato era divenuto campo di battaglia tra Luigi XIV, che a nome del fratello Filippo aveva occupato la città di Philippsburg, e l'imperatore Leopoldo che difendeva i diritti di Giovanni Guglielmo.
Nel 1692, giunti nel Palatinato, l'elettrice rimase incinta ma abortì; in merito si pensa che avesse contratto la sifilide dal marito, cosa che gli avrebbe cagionato la sterilità. In ogni caso il matrimonio, sebbene non fosse allietato da figli, fu comunque armonioso dato che la coppia era solita trascorrere insieme il proprio tempo promuovendo spettacoli musicali e teatrali.
Anna Maria Luisa divenne una nota mecenate di numerosi musicisti e autori di teatro, dando lustro e rinomanza alla corte del Palatinato: commissionò la costruzione di un teatro dove fece rappresentare le commedie del drammaturgo francese Molière, invitò Fortunato Chelleri a corte e lo nominò maestro di cappella e l'erudito Agostino Steffani ricevette vaste sovvenzioni per la sua permanenza a Düsseldorf (dal 1703 fino al suo ritorno in Toscana).
Frutto del suo amore per l'arte fu anche il sontuoso Castello di Bensberg: la principessa, infatti, entusiasta della vista che si godeva sulle colline circostanti e che le ricordavano il paesaggio toscano, chiese al marito Giovanni Guglielmo di abbattere il vecchio edificio e di costruirne un altro secondo lo stile dell'epoca.
Durante la sua permanenza nel Palatinato, Anna Maria Luisa non trascurò di mantenersi in rapporti epistolari sia con il padre che con lo zio, il cardinale Francesco Maria de' Medici, governatore di Siena, che spesso rimproverò per i suoi vizi. Inoltre, su impulso del padre, Anna Maria Luisa organizzò il matrimonio di suo fratello Gian Gastone con l'erede del ducato di Sassonia Lauenburg, Anna Maria Francesca: i due si sposarono il 2 luglio 1697 a Düsseldorf ma non andarono mai d'accordo e, infine, si separarono nel 1708.
Nello stesso anno, infine, si concluse la Guerra dei Nove Anni con la pace di Ryswick che sancì il ritiro delle truppe francesi dal Palatinato e compensò Giovanni Guglielmo con la contea di Megen; ogni questione religiosa, lascito della guerra, fu risolta nel 1705 quando Giorgio Guglielmo, su richiesta del principe elettore di Brandeburgo, concesse la Religionsdeklartion, un atto che sanciva la libertà religiosa per gli oltre 2.000 ugonotti che si erano rifugiati nel Palatinato dopo la revoca dell'Editto di Nantes.

### Successione

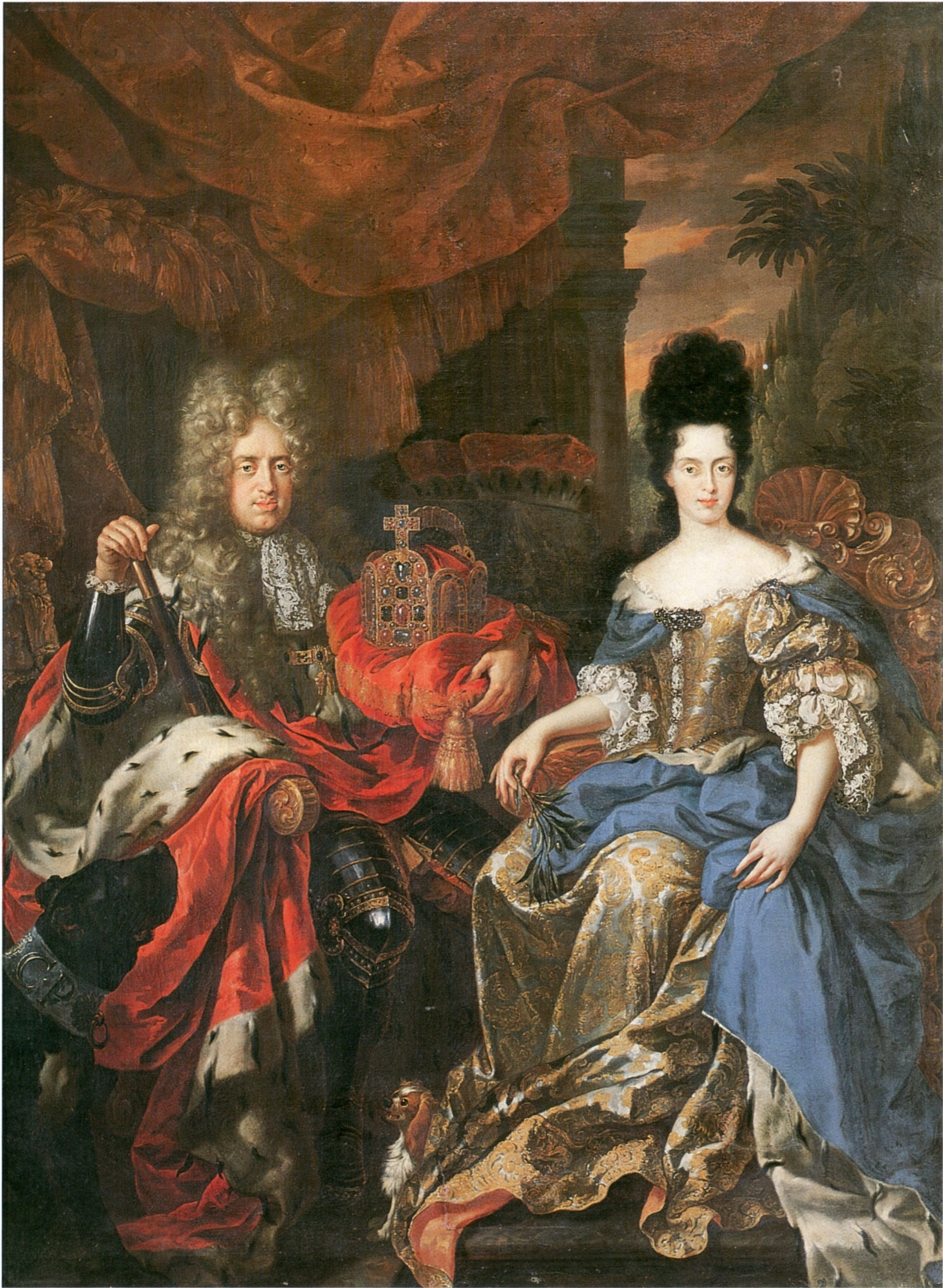
Anna Maria Luisa e Giovanni Guglielmo, ritratto di Jan Frans van Douven, 1708.

Il matrimonio fu dunque senza eredi e, morto il marito nel 1716, Anna Maria Luisa tornò a Firenze, dove ormai era certa la prossima estinzione della casata granducale. Erano andati infatti allo stesso modo i matrimoni dei fratelli Ferdinando e Gian Gastone, ed era pure finita infelicemente la disperata mossa del Granduca Cosimo, che aveva fatto abbandonare il cappello cardinalizio al fratello minore Francesco Maria per coniugarlo ad una giovanissima principessa (Eleonora Luisa Gonzaga), nella vana speranza di avere un erede legittimo.
Pertanto, senza altra alternativa, alla morte del figlio Ferdinando nel 1713, Cosimo III modificò la legge di successione affinché Anna Maria Luisa potesse accedere al trono quando fossero deceduti ogni altro membro maschile, ma tale progetto fu rigettato dalle altre potenze europee mentre l'imperatore Carlo VI d'Asburgo, sovrano feudale della Toscana, affermò che la modifica della successione così come l'eventuale adozione di un erede fosse di sua esclusiva competenza.
Inoltre la situazione si era ulteriormente complicata quando anche Elisabetta Farnese, erede al Ducato di Parma e moglie di Filippo V di Spagna, avanzò le proprie pretese alla corona toscana in qualità di pronipote di Margherita de' Medici.
Nel maggio 1716, Carlo VI, la cui posizione riguardo alla successione oscillava, accettò che Anna Maria Luisa potesse succedere al fratello ma aggiunse che Austria e Toscana avrebbero dovuto trovare un accordo sulla dinastia che avrebbe seguito i Medici offrendo come compenso anche lo Stato dei Presidi.
Nel giugno 1717 Cosimo sancì che alla morte di Anna Maria Luisa e di Gian Gastone la corona di Toscana sarebbe passata alla casa d'Este alla condizione che gli stati, ancorché governati dal medesimo sovrano, restassero amministrativamente separati, ma tale scelta fu rigettata dall'imperatore che dichiarò inaccettabile l'unione dinastica tra il Granducato di Toscana e il Ducato di Modena.

### Ritorno a Firenze

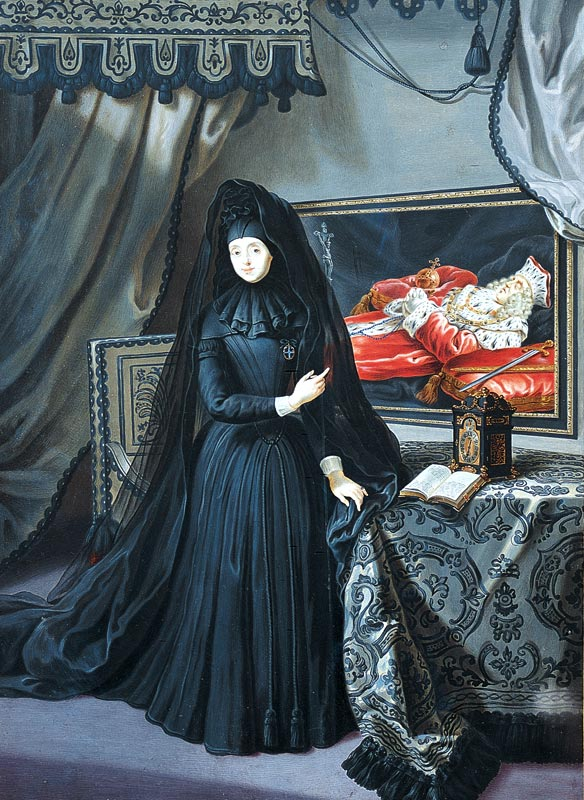
Anna Maria Luisa in lutto per la morte del marito Giovanni Guglielmo; sullo sfondo è visibile il ritratto di Giovanni Guglielmo con le regalie del Palatinato; il dipinto è di Jan Frans van Douven, 1717.

L'Elettore Palatino morì nel giugno 1716 ed Anna Maria Luisa tornò a Firenze nell'ottobre 1717. Il suo arrivo a Firenze fu duramente contrastato dalla cognata, Violante di Baviera, moglie del defunto principe Ferdinando la quale, intenzionata a tornare a Monaco di Baviera, fu tuttavia convinta a rimanere da Gian Gastone mentre Cosimo III, onde evitare lotte di corte, decise di nominare Violante Governatrice di Siena.
Il 4 aprile del 1718, Inghilterra, Francia, la Repubblica delle Sette Province Unite e l'Austria, selezionarono come erede di Gian Gastone il figlio primogenito di Elisabetta Farnese e Filippo V di Spagna, l'infante Carlos, senza fare alcun riferimento ad Anna Maria Luisa.
Nel 1722 le grandi potenze, nonostante le proteste di un impotente Cosimo, negarono ogni riconoscimento ad Anna Maria Luisa; inoltre poco tempo prima era morta Margherita Luisa, la quale piuttosto che lasciare i suoi beni ai figli superstiti, Gian Gastone ed Anna Maria Luisa, li devolse alla Principessa di Epinoy, una lontana parente.
Il 25 ottobre 1723, sei giorni prima della sua morte, Cosimo III divulgò un proclama finale in cui ribadiva che la Toscana sarebbe rimasta indipendente e che, alla morte di Gian Gastone, sarebbe salita al trono Anna Maria Luisa la quale avrebbe provveduto ad adottare il suo successore; tale proclama però rimase inevaso.

### Ritiro a Villa La Quiete
Alla morte di Cosimo III i rapporti tra il nuovo granduca Gian Gastone e la sorella Anna Maria Luisa, mai positivi, si deteriorarono ulteriormente: lui considerava la sorella come la responsabile dell'infelice matrimonio, mentre lei detestava la vita privata viziosa e le idee liberali del fratello che aveva abrogato i decreti restrittivi paterni e si divertiva nell'umiliarla.

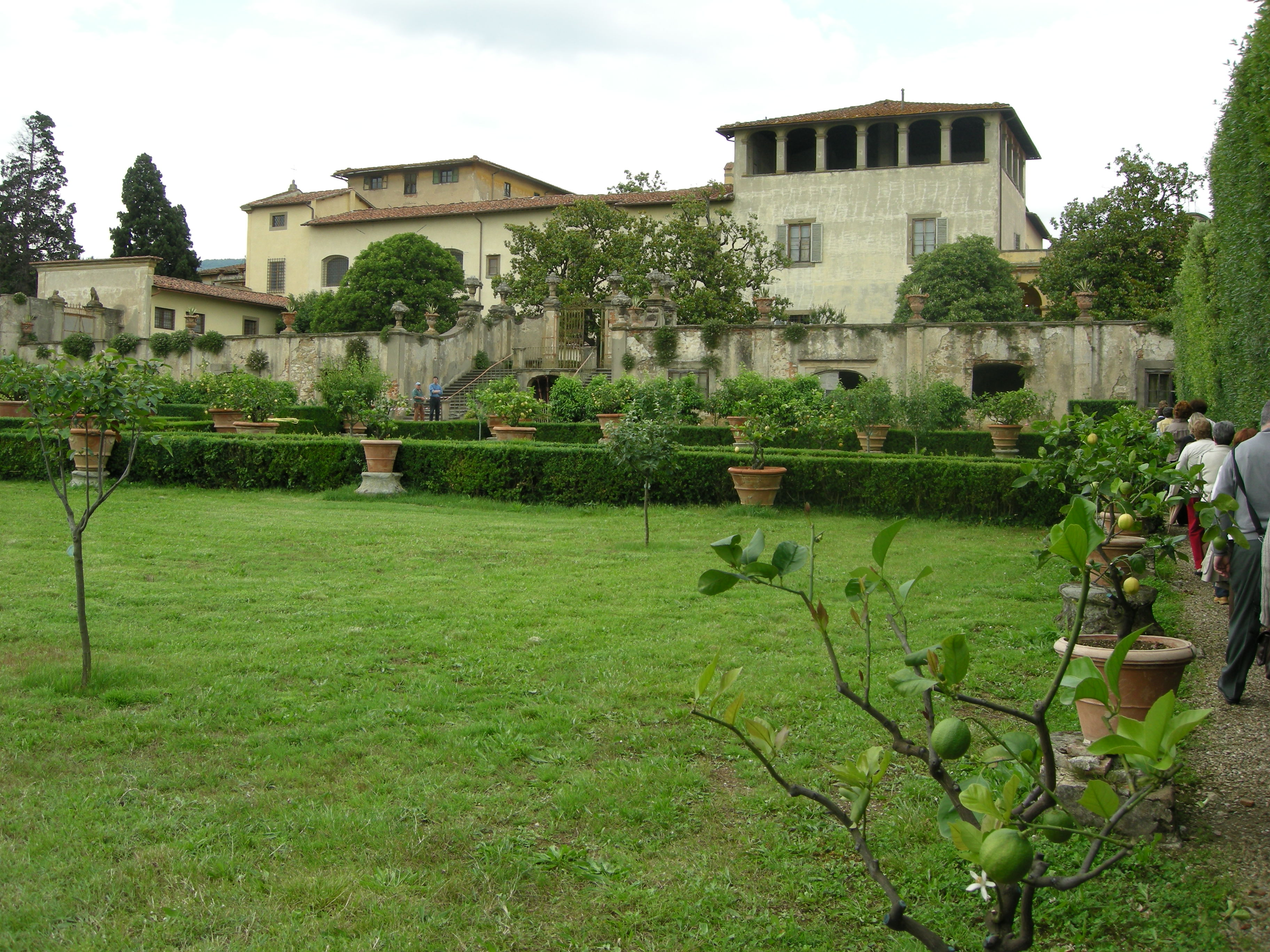
Villa la Quiete fu residenza di Anna Maria Luisa durante il regno del fratello, Gian Gastone.

A causa del comportamento del fratello e dei suoi accoliti, Anna Maria Luisa lasciò il proprio appartamento in Palazzo Pitti e si trasferì fuori Firenze presso Villa La Quiete, che fece ristrutturare con l'assistenza degli architetti Giovanni Battista Foggini e Paolo Giovanozzi e con l'ausilio del giardiniere del giardino di Boboli, Sebastiano Rapi
Nonostante la loro reciproca antipatia, l'Elettrice e Violante Beatrice tentarono di migliorare l'immagine pubblica del granduca Gian Gastone poiché si faceva vedere così di rado che, nella metà del 1729, si erano diffuse voci inquietanti circa la sua presunta morte. Pertanto, onde fugare tali voci, l'elettrice indusse il fratello a fare una comparsa in pubblico nel giorno della festa del patrono di Firenze, san Giovanni Battista. Tuttavia tali tentativi suscitarono la forte ostilità dei ruspanti, il corrotto e depravato entourage del Granduca, peraltro ricambiata dall'Elettrice; ben presto con l'appoggio di Violante Beatrice, l'elettrice convinse il fratello a partecipare ai banchetti di corte piuttosto che alle orge con i ruspanti, ma senza risultati. Tali comportamenti cessarono con la morte della principessa Violante nel 1731.
Nel 1736, durante la Guerra di successione polacca, Don Carlos ottenne il Regno di Napoli e pertanto fu indotto a rinunciare alla corona toscana in favore del deposto duca di Lorena Francesco III: nel gennaio del 1737 le truppe spagnole, presenti in toscana da ormai 6 anni, furono sostituite da 6.000 soldati austriaci.

### Ultima dei Medici

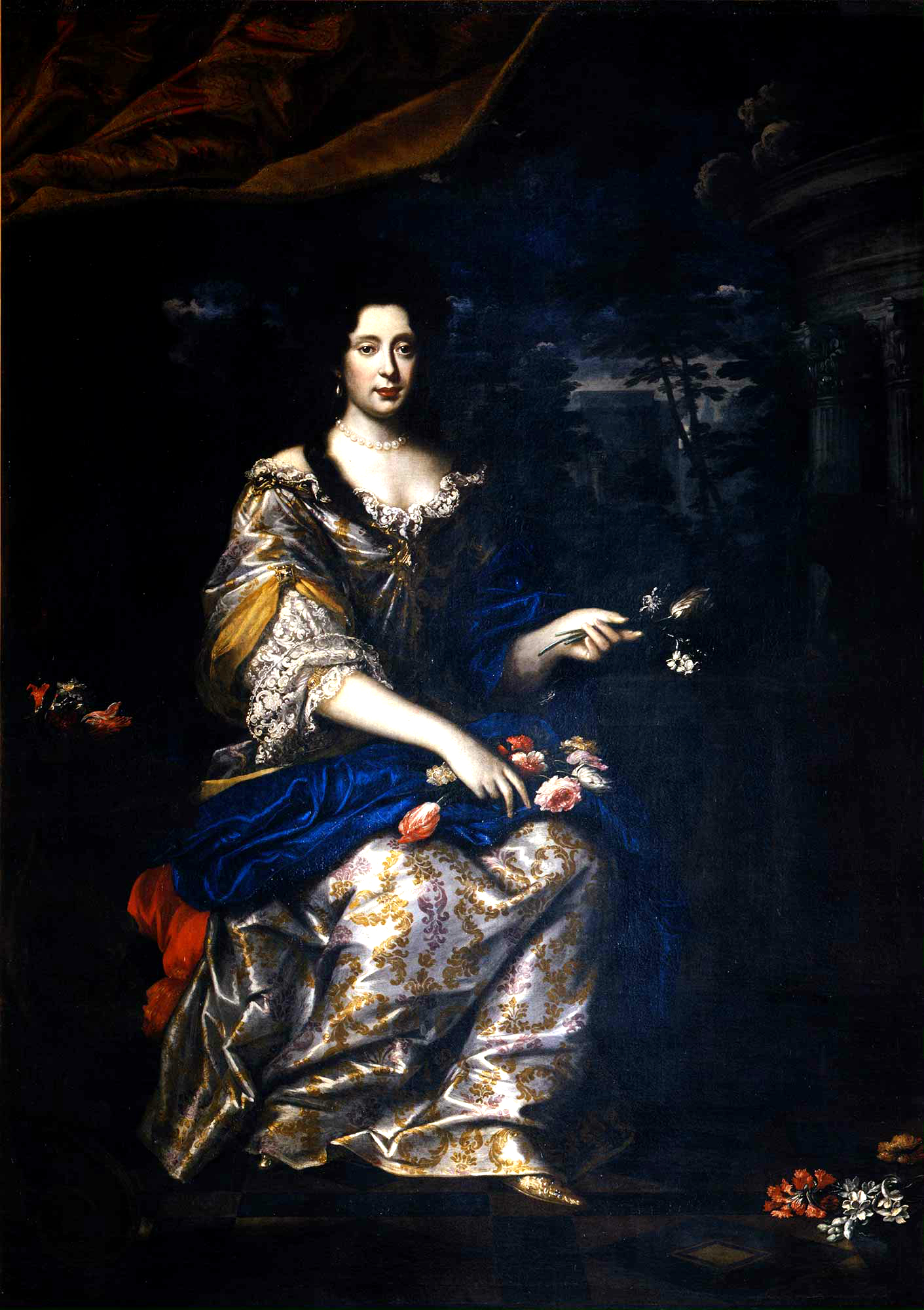
Anna Maria Luisa de' Medici in un ritratto di Antonio Franchi nella Galleria degli Uffizi

Gian Gastone morì il 9 luglio 1737, circondato dalla sorella e dai prelati, e secondo gli accordi il titolo granducale passò al duca di Lorena mentre ad Anna Maria Luisa sarebbero spettati i possedimenti allodiali, le vesti di stato, le gallerie d'arte, le proprietà nel Ducato d'Urbino, lascito di Vittoria della Rovere ed il denaro liquido di casa Medici, oltre 2 milioni di fiorini.
Il principe di Craon, inviato del nuovo granduca, offrì a suo nome ad Anna Maria Luisa la reggenza sul Granducato ma lei rifiutò, preferendo vivere in Palazzo Pitti e continuare a dedicarsi al riordino delle collezioni d'arte.
Fu proprio questa passione per l'arte a portarla a compiere il gesto per cui è rimasta famosa e che fece la fortuna della città di Firenze: il 31 ottobre 1737 Anna Maria Luisa stipulò con la nuova dinastia regnante il cosiddetto "Patto di Famiglia" che stabiliva che i Lorena non potessero trasportare «o levare fuori della Capitale e dello Stato del Granducato... Gallerie, Quadri, Statue, Biblioteche, Gioie ed altre cose preziose... della successione del Serenissimo GranDuca, affinché esse rimanessero per ornamento dello Stato, per utilità del Pubblico e per attirare la curiosità dei Forestieri.».
Con questo patto Anna Maria Luisa permise che Firenze non perdesse nessuna opera d'arte e che non subisse la sorte di Ferrara, di Urbino, di Mantova o di Parma, che all'estinzione o all'allontanarsi delle loro casate regnanti erano state letteralmente svuotate dei tesori artistici e culturali, assicurando nel contempo le basi per il moderno sviluppo turistico della regione.

### Morte

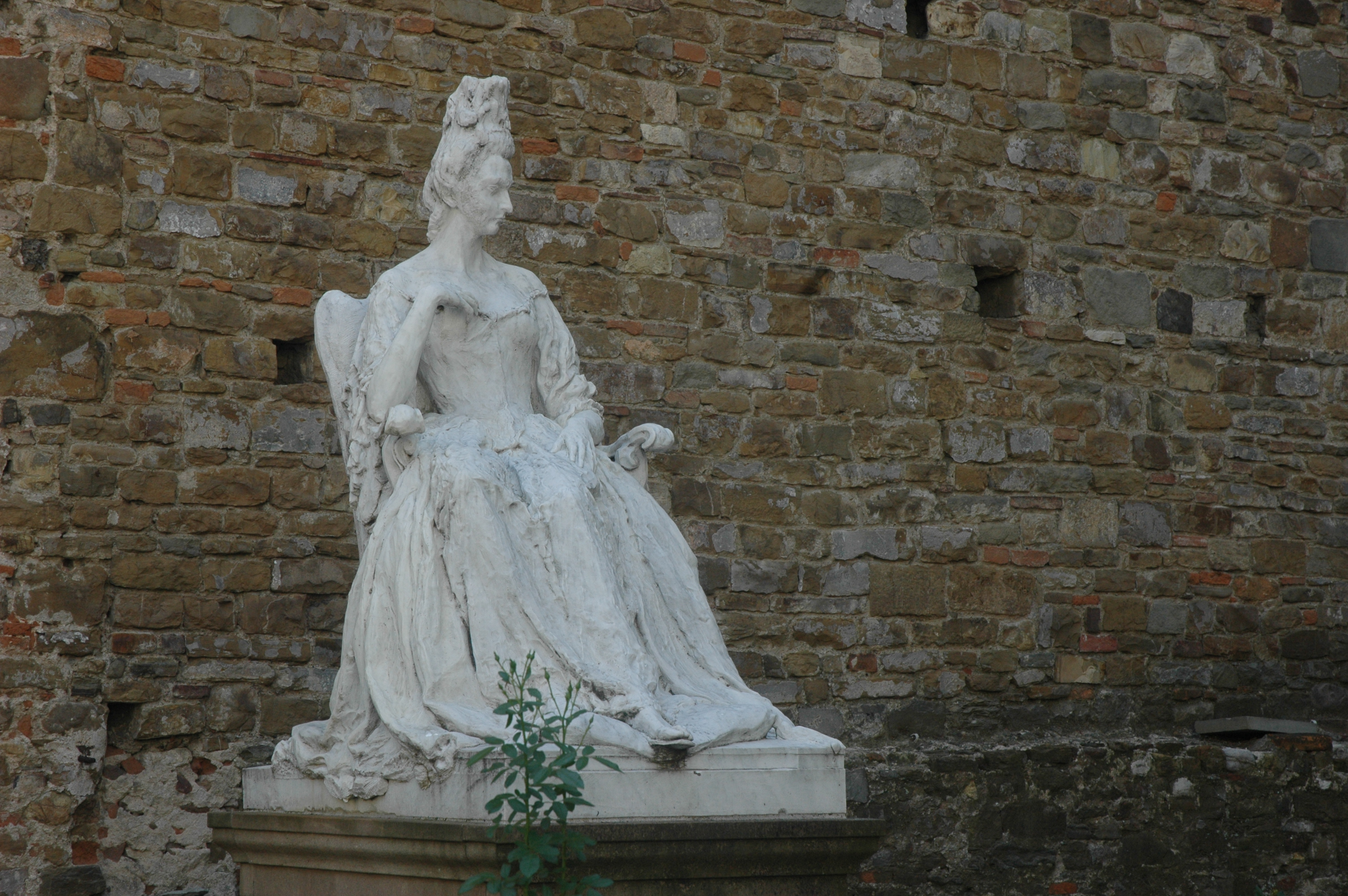
Statua di Anna Maria Luisa de' Medici, opera di Raffaello Arcangelo Salimbeni, presso la Basilica di San Lorenzo, Firenze

Il nuovo governo ben presto ottenne il disprezzo popolare ma in ogni caso il Principe di Craon, detestato dall'Elettrice per la sua corte pacchiana, le permise comunque di vivere indisturbata nell'ala a lei riservata di Palazzo Pitti, con la possibilità di invitare ospiti sotto un baldacchino di argento bardato di nero, a lutto per l'estinta dinastia, nella sala delle udienze.
In questi ultimi anni l'Elettrice si preoccupò principalmente di finanziare il completamento della facciata della Basilica di San Lorenzo iniziato nel 1604, e donò molto in opere di beneficenza.
Morì il 18 febbraio del 1743 all'età di 75 anni a palazzo Pitti per un'"oppressione sul petto", secondo la testimonianza di sir Horace Mann, durante un breve fortunale che durò per oltre due ore per poi lasciare il cielo al sole splendente.
Con la sua morte si estinse il ramo granducale della famiglia Medici; quanto alle sue volontà lasciò le proprie gioie al granduca e imperatore Francesco, valutate da Sir Horace Mann in 500.000 sterline dell'epoca, e le sue terre nel Ducato di Urbino al marchese Rinuccini che era stato ministro ed esecutore testamentario di Cosimo III.
Fu tumulata nella chiesa di San Lorenzo, all'epoca non ancora completa e per la quale aveva destinato una parte delle proprie rendite in perpetuo fino alla conclusione dei lavori alla cupola e al campanile (che ancora oggi reca l'iscrizione del suo nome).

### Sepoltura
Nel 1857, durante una prima ricognizione delle salme dei Medici, così venne ritrovato il suo corpo: 
[…]»
Nel 2012 sono state riesumate le sue ossa, dopo la preoccupazione causata dall'alluvione di Firenze del 4 novembre 1966: un esame scientifico non ha trovato tracce di sifilide, che fino ad allora si riteneva fosse la causa della morte. Fu invece molto probabilmente una neoplasia mammaria a causarne la morte.

## Ascendenza
|                             |                      |                              | Genitori                        |  |  | Nonni |  |  | Bisnonni             |  |  | Trisnonni               |  |
|                             |                      |                              |                                 |  |  |       |  |  | Cosimo II de' Medici |  |  | Ferdinando I de' Medici |  |
|                             |                      |                              |                                 |  |  |       |  |  | Cosimo II de' Medici |  |  | Ferdinando I de' Medici |  |
|                             |                      | Cristina di Lorena           |                                 |  |  |       |  |  | Cosimo II de' Medici |  |  |                         |  |
| Ferdinando II de' Medici    |                      |                              |                                 |  |  |       |  |  | Cosimo II de' Medici |  |  |                         |  |
|                             |                      | Maria Maddalena d'Austria    | Carlo II d'Austria              |  |  |       |  |  |                      |  |  |                         |  |
|                             |                      | Maria Maddalena d'Austria    | Carlo II d'Austria              |  |  |       |  |  |                      |  |  |                         |  |
|                             |                      | Maria Maddalena d'Austria    | Maria Anna di Baviera           |  |  |       |  |  |                      |  |  |                         |  |
| Cosimo III de' Medici       |                      | Maria Maddalena d'Austria    |                                 |  |  |       |  |  |                      |  |  |                         |  |
|                             |                      | Federico Ubaldo Della Rovere | Francesco Maria II Della Rovere |  |  |       |  |  |                      |  |  |                         |  |
|                             |                      | Federico Ubaldo Della Rovere | Francesco Maria II Della Rovere |  |  |       |  |  |                      |  |  |                         |  |
|                             |                      | Federico Ubaldo Della Rovere | Livia Della Rovere              |  |  |       |  |  |                      |  |  |                         |  |
| Vittoria Della Rovere       |                      | Federico Ubaldo Della Rovere |                                 |  |  |       |  |  |                      |  |  |                         |  |
|                             |                      | Claudia de' Medici           | Ferdinando I de' Medici         |  |  |       |  |  |                      |  |  |                         |  |
|                             |                      | Claudia de' Medici           | Ferdinando I de' Medici         |  |  |       |  |  |                      |  |  |                         |  |
|                             |                      | Claudia de' Medici           | Cristina di Lorena              |  |  |       |  |  |                      |  |  |                         |  |
| Anna Maria Luisa de' Medici |                      | Claudia de' Medici           |                                 |  |  |       |  |  |                      |  |  |                         |  |
|                             | Enrico IV di Francia | Antonio di Borbone-Vendôme   |                                 |  |  |       |  |  |                      |  |  |                         |  |
|                             | Enrico IV di Francia | Antonio di Borbone-Vendôme   |                                 |  |  |       |  |  |                      |  |  |                         |  |
|                             | Enrico IV di Francia | Giovanna III di Navarra      |                                 |  |  |       |  |  |                      |  |  |                         |  |
| Gastone d'Orléans           | Enrico IV di Francia |                              |                                 |  |  |       |  |  |                      |  |  |                         |  |
|                             |                      | Maria de' Medici             | Francesco I de' Medici          |  |  |       |  |  |                      |  |  |                         |  |
|                             |                      | Maria de' Medici             | Francesco I de' Medici          |  |  |       |  |  |                      |  |  |                         |  |
|                             |                      | Maria de' Medici             | Giovanna d'Austria              |  |  |       |  |  |                      |  |  |                         |  |
| Margherita Luisa d'Orléans  |                      | Maria de' Medici             |                                 |  |  |       |  |  |                      |  |  |                         |  |
|                             |                      | Francesco II di Lorena       | Carlo III di Lorena             |  |  |       |  |  |                      |  |  |                         |  |
|                             |                      | Francesco II di Lorena       | Carlo III di Lorena             |  |  |       |  |  |                      |  |  |                         |  |
|                             |                      | Francesco II di Lorena       | Claudia di Valois               |  |  |       |  |  |                      |  |  |                         |  |
| Margherita di Lorena        |                      | Francesco II di Lorena       |                                 |  |  |       |  |  |                      |  |  |                         |  |
|                             |                      | Cristina di Salm             | Paul di Salm                    |  |  |       |  |  |                      |  |  |                         |  |
|                             |                      | Cristina di Salm             | Paul di Salm                    |  |  |       |  |  |                      |  |  |                         |  |
|                             |                      | Cristina di Salm             | Marie Le Veneur                 |  |  |       |  |  |                      |  |  |                         |  |
|                             |                      | Cristina di Salm             |                                 |  |  |       |  |  |                      |  |  |                         |  |